# Sansimon Graziani
Pour les articles homonymes, voir Graziani.
Sansimon Graziani est un homme politique français né le 28 mai 1884 à Ajaccio (Corse) et décédé le 13 novembre 1942 à Vernon (Eure).
Ingénieur, il est militant SFIO, il est membre de la commission administrative du parti de 1912 à 1940. Il est député de la Seine de 1932 à 1936. Battu en 1936, il devient, de 1936 à 1938, chef de cabinet de Marx Dormoy, ministre de l'Intérieur.

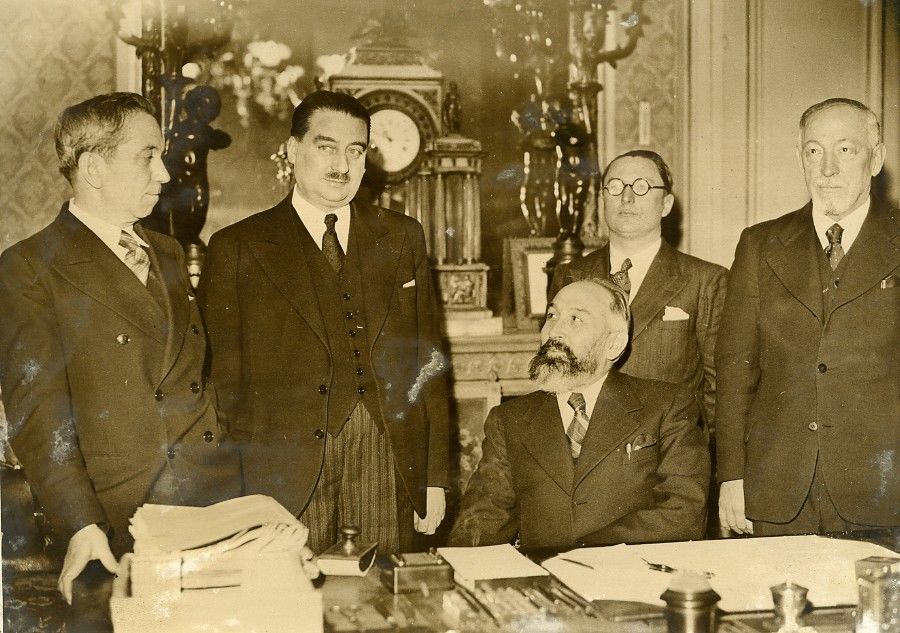
Sansimon Graziani (à l'extrême gauche de l'image), chef de cabinet, chargé des services politiques du ministre de l'Intérieur Marx Dormoy (1936-1938).

## Sources
- « Sansimon Graziani », dans le Dictionnaire des parlementaires français (1889-1940), sous la direction de Jean Jolly, PUF, 1960 [détail de l’édition]